# Mascot (Automarke)
Mascot war eine britische Automarke. Der genaue Name und Standort des herstellenden Unternehmens sind nicht bekannt. Zwischen 1906 und 1907 wurden dort Mittelklassemodelle gebaut. Es bestand keine Verbindung zum französischen Automobilhersteller Mascot.

## Fahrzeuge
1906 wurde der Mascot 10/12 hp vorgestellt, der einen Zweizylinder-Reihenmotor mit 2,0 Liter Hubraum besaß. Der Radstand des Fahrzeuges betrug 2438 mm.
1907 lösten zwei Modelle mit Vierzylinder-Reihenmotoren das erste Modell ab. Der Mascot 16/20 hp hatte 3,2 Liter Hubraum, der Mascot 20/22 hp 3,7 Liter. Beide Wagen besaßen einen Radstand von 2946 mm.
Im selben Jahr noch war die recht unbekannt gebliebene Marke wieder vom Markt verschwunden.

## Modelle
| Modell   | Bauzeitraum | Zylinder | Hubraum  | Radstand |
| -------- | ----------- | -------- | -------- | -------- |
| 10/12 hp | 1906        | 2 Reihe  | 1984 cm³ | 2438 mm  |
| 16/20 hp | 1907        | 4 Reihe  | 3163 cm³ | 2946 mm  |
| 20/22 hp | 1907        | 4 Reihe  | 3686 cm³ | 2946 mm  |